# Александровка (Червоногвардійський район)
Алекса́ндровка (рос. Александровка) — селище у складі Червоногвардійського району Оренбурзької області, Росія.

## Населення
Населення — 26 осіб (2010; 56 у 2002).
Національний склад (станом на 2002 рік):
- росіяни — 95 %